# Куюнджич, Милан (сербский учёный)
Ми́лан Ку́юнджич (серб. Милан Кујунџић; 28 февраля 1842, Белград — 26 ноября 1893, Белград) — сербский учёный и политический деятель.
Был профессором в Великой школе в Белграде, затем чрезвычайным посланником в Риме, в 1882—1885 — председателем Скупщины, в 1886—1887 — министром народного просвещения. Написал: «Философия в Сербии», «О прогрессе человечества» и другие работы; под псевдонимом «Абердар» издал сборник лирических стихотворений. Был членом Сербской академии наук и искусств.